# نیتکاپون
نیتکاپون (انگلیسی: Nitecapone) دارویی است که به عنوان یک مهارکننده انتخابی آنزیم کاتکول O-متیل ترانسفراز (COMT) عمل می‌کند. این دارو به عنوان یک داروی ضد پارکینسون ثبت شد، اما هرگز به بازار عرضه نشد.